# Szaniawy-Matysy
Szaniawy-Matysy – wieś w Polsce położona w województwie lubelskim, w powiecie łukowskim, w gminie Trzebieszów.
W latach 1975–1998 miejscowość administracyjnie należała do województwa siedleckiego.
Wieś stanowi sołectwo w gminie Trzebieszów. Według Narodowego Spisu Powszechnego z roku 2011 wieś liczyła 510 mieszkańców.
Przez Szaniawy przebiega linia kolejowa nr 2 Warszawa – Terespol – Brześć ze stacją Matysy. Najbliższym Szaniawom miastem jest Łuków.
W Szaniawach-Matysach jest również mały kościół murowany pw. Matki Bożej Nieustającej Pomocy, zbudowany w 1990 roku. Znajduje się także jednostka straży pożarnej z własną remizą.
W połowie lat dziewięćdziesiątych XX w. w Szaniawach została wybudowana sieć wodociągowa, a także nastąpiła telefonizacja wsi.